# Acalymma luridifrons
Acalymma luridifrons es una especie de  coleóptero de la familia Chrysomelidae.
Fue descrita científicamente por primera vez en 1980 por Munroe & Smith.